# Claire Monis
Claire Monis (* 10. Februar 1922 in Paris; † 25. Oktober 1967 ebenda) war eine französische Sängerin, Theaterschauspielerin, Widerstandskämpferin und jüdische Holocaustüberlebende.

## Leben
Claire Monis wurde als Tochter eines aus Russland geflohenen, 1928 gemeinsam mit seinen Töchtern eingebürgerten jüdischen Händlers in Paris geboren. 1938 war Monis als Sängerin im französischen Film Je Chante, einem Musical von Christian Stengel, zu sehen. In der Folge trat sie in Pariser Kabaretts auf.
Sie schloss sich dem Widerstand an und wurde 1942 verhaftet. Gegenüber dem neuen Direktor des Generalkommissariats für Judenfragen, Emile Boutmy, probierte sie ihre jüdischen Wurzeln zu verschleiern, wurde aber von ihm Ende 1943 als jüdisch enttarnt. Im Januar 1944 kam sie nach Auschwitz und wurde in das Mädchenorchester von Auschwitz aufgenommen. Im November 1944, das Mädchenorchester war bereits aufgelöst, wurde sie nach Bergen-Belsen verlegt und erlebte hier Mitte April 1945 die Befreiung des Konzentrationslagers.

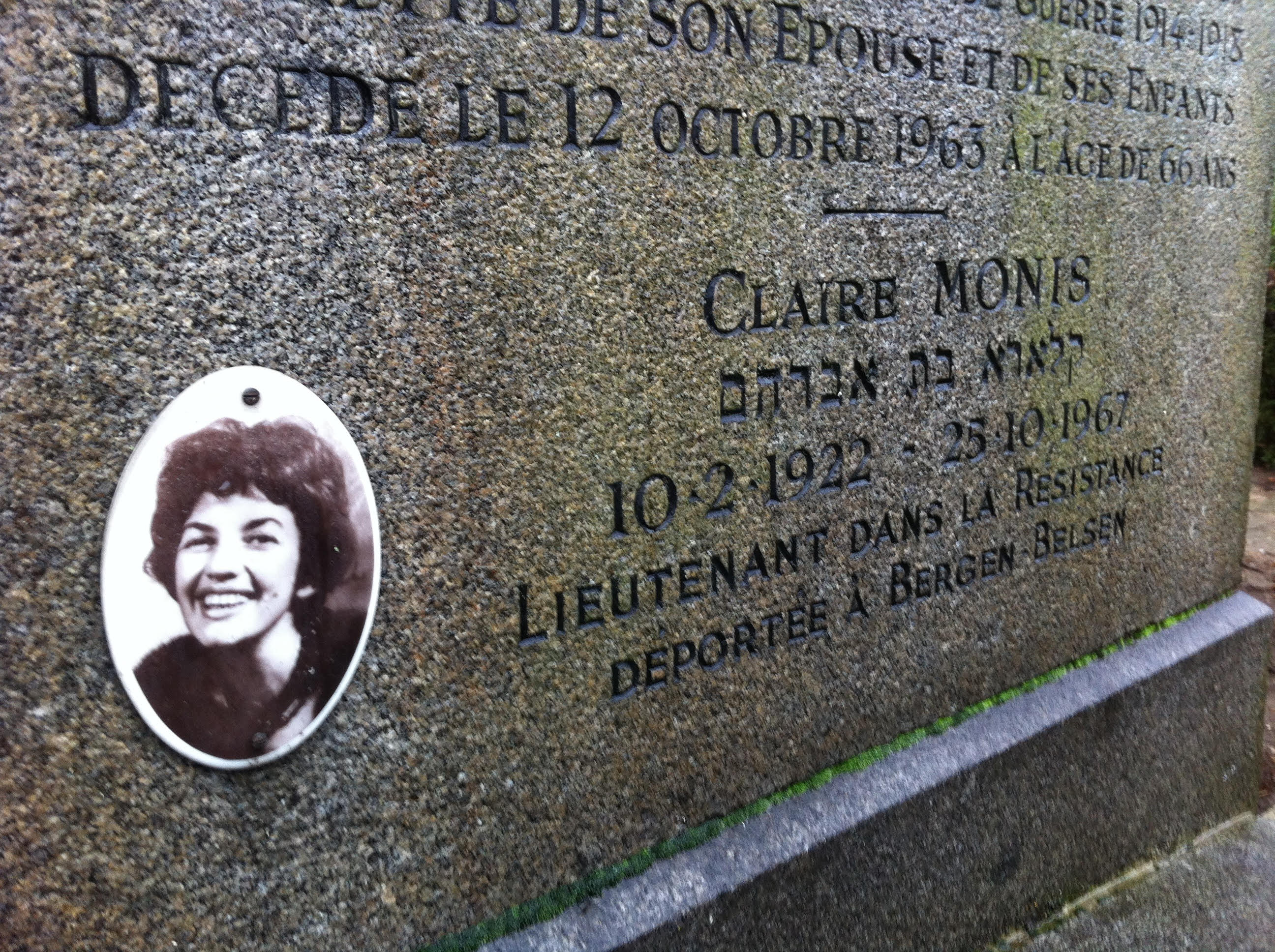
Grabstein von Claire Monis auf dem Friedhof von Bagneux, 2021.

Nach dem Krieg wurde sie wieder als Sängerin aktiv, trat u. a. 1948 im Stück Andalousie von Raymond Vincy und Albert Willemetz in Paris auf und 1949/1950 in der gleichen Rolle in Lyon. 1964/65 war sie als Produktionsleitung bei der TV-Serie Les Aventures de Robinson Crusoé aktiv. Im französischen Spielfilm Trois chambres à Manhattan war sie 1965 Assistent Production Manager.
Monis war mit Charles Henri Kahn (1915–1999) verheiratet und ist u. a. die Mutter von Philippe Kahn.
Sie wurde auf dem Friedhof Cimetière parisien de Bagneux in Paris beigesetzt.